# Беланы (Соколувский повет)
Беланы — деревня в сельском округе Беляны сельской гмины Беляны Соколувского повята Мазовецкого воеводства Республики Польша, административный центр сельского округа Беляны и сельской гмины Беляны.

## История
В 1880 году входил в гмину Ковеси Соколувского повята.

## Расстояние до крупных городов
- 8 км к югу от города Соколув-Подляски — административного центра городской гмины Соколув-Подляски и Соколувского повята.
- 86 км к востоку от Варшавы — административного центра Мазовецкого воеводства и Республики Польша.

## Численность населения
Численность населения деревни Беланы составляет 180 человек.
В 2011 году численность составляла 165 человек